# ك. ك. داونينج
ك. ك. داونينج (بالإنجليزية: K. K. Downing)‏ هو عازف قيثارة وملحن وموسيقي بريطاني، ولد في 27 أكتوبر 1951 في ويست بروميتش في المملكة المتحدة.

## وصلات خارجية
- الموقع الرسمي
- ك. ك. داونينج على موقع IMDb (الإنجليزية)
- ك. ك. داونينج على موقع ميوزك برينز (الإنجليزية)
- ك. ك. داونينج على موقع أول ميوزيك (الإنجليزية)
- ك. ك. داونينج على موقع أول ميوزيك (الإنجليزية)
- ك. ك. داونينج على موقع ديسكوغز (الإنجليزية)
- ك. ك. داونينج على موقع قاعدة بيانات الفيلم (الإنجليزية)